# Династия Кхук
Династия Кхук (вьет. Khúc Hạo, тьы-ном 曲顥) — одна из вьетских династий, правивших вьетским государством с 905 по 930 год и снова вернувших стране независимость, которая прервалась за триста лет до того с очередным китайским вторжением.
Династия Тан захватила регион Зяоти (располагался на территории дельты Хонгхи) в 618 году и, разделив территорию на 12 провинций и 59 районов, назвала эти владения сначала «Зяотяу», а с 679 года — «Аннам дохофу». В 905 году Кхук Тхыа Зу (вьет. Khúc Thừa Dụ) поднял восстание против Тан. В 906 году Вьетнам находился уже под властью династии Кхук, а столица располагалась в городе Тонгбинь (вьет. Tống Bình, расположен неподалёку от Ханоя).

## Предпосылки
Периодические восстания происходили в Аннаме регулярно: в 828, 841, 858, 860, 880, и каждый раз китайские наместники были вынуждены бежать в Китай. Каждое следующее восстание охватывало всё более широкий круг людей, принимая характер национально-освободительной войны. Попытки ассимилировать вьетнамцев в китайскую культурную общность не приносили плодов.
В само́м Китае с 874 года продолжались междоусобные войны, пока наконец в 907 году не началась эпоха раскола (пяти династий и десяти царств). Наместник (цзедуши) Аннама с 892 года, брат маршала Чжоу Цзюаньчжун, Чжоу Цюаньюй оказался неспособен к административной работе, ему пришлось просить двор отозвать себя. Вместо Цюаньюя танская администрация отправила в Аннам Ду Суня, бывшего первого министра. Ду Сунь уже через два месяца после начала службы получил прозвище «министр-злодей».

## Кхук Тхыа Зу
Ду Суня вскоре перевели на Хайнань, а вьетнамцы, воспользовавшись отсутствием наместника-цзедуши, подняли восстание, которое возглавил выходец из знатного древнего рода Кхук Тхыа Зу (вьет. Khúc Thừa Dụ, тьы-ном 曲承裕, правил в 905—907). Танский двор признал Тхыа Зу и пожаловал ему к титулу «правитель областями спокойного моря» титул «совместно обсуждающий положение дел», что делало его формально чиновником танского двора.

## Кхук Хао
23 июля 907 года Тхыа Зу скончался, а место цзедуши занял Кхук Хао (вьет. Khúc Hạo, правил в 907—917), его старший сын. В Китае в тот момент правила династия Поздняя Лян, которая хоть и дала Хао титул «правитель областей спокойного моря», но одновременно жаловала такой же титул и должность цзедуши Аннама властителю Гуанчжоу. Это означало, что Лян не отказывается от претензий на территории Кхука.
Хао провёл административную реформу, разделив территорию на единицы ло, фу, тяу, зяп, са. Он сменил некоторых местных правителей, изменил систему налогообложения:

«земельный налог взимался поровну, были упразднены повинности, составлялись реестровые списки податных с указанием места рождения, которые передавались управляющему зяпа для контроля. Управление было основано на взаимном уважении, мягком обращении. Народ обрёл спокойствие и радость»— Việt sử Thông giám cương mục, книга 5, стр. 94
Кхук Хао опирался не только на мелких чиновников, но и на зажиточных вьетнамцев, которые могли выбрать, подчиняться ли новому правителю, или же предпочесть сепаратизм.

## Кхук Тхыа Ми и падение династии
Хао, после смерти в 917 году, сменил его сын Кхук Тхыа Ми (вьет. Khúc Thừa Mỹ, правил в 917—930). В это время в Китае была основана династия Южная Хань, чьи правители давно помышляли о захвате Аннама. Через 13 лет Южная Хань снарядила в Аннам войско во главе с Ли Шоуюном и Лян Кэчженем, которое не встретило серьёзного сопротивления и сумело взять в плен Тхыа Ми. В Тонгбинь вошли китайские войска. Правителем Аннама назначили Ли Цзиня.
Несмотря на это, народ Аннама не покорялся китайским властям. Местные властители, получившие свои должности при Кхуках, имели бо́льший авторитет, чем китайцы. Один из них, Зыонг Динь Нге, собрал три тысячи воинов и пошёл на Тонгбинь, взяв его в 931 году. Южная Хань снова вернулась в старые пределы, а Вьетнамом стал править зять Динь Нге, Нго Куиен из династии Нго.